# Шпанів
Шпа́нів — село в Україні, в Рівненському районі Рівненської області. Населення становить 2727 осіб.

## Історія
Походження назви
Назва Шпанів походить від прізвища Шпан, що, гадають, з польського імені Щепан «Степан». Проте існує слово шпана «бродяга»; шпань «удар»; шпанувальник «хто заповнює шпари між дошками в підлозі, стелі». Крім того, є говіркове шпанський «іспанський», Шпанія «Іспанія», прізвища в актах з 1293 року Шпон, Спан.
Народне осмислення назви Шпанова різне: то в зв'язку зі словом «шпанка» — «вишня» (тут, мовляв, були гаї шпанки), то в єдності з  дієсловом «шпанувати» — «бути волокитником, осередком шпани». Звідки, мовляв, «село шпани».
У 1562 отримав магдебурзьке право і привілеєм короля було дозволено проводити два ярмарки. В 1562 році було містечком, не входило до складу Рівненського ключа.
Власниками поселення були руські шляхтичі Чапличі (зокрема, у 1570 році Федір Чаплич), які завдяки містечку змінили прізвище на Чаплич-Шпановський. Історичні власники: Чапличі, Вишневецькі, Радзивілли — до 1939.

## Історичні, архітектурні, природні пам'ятки
- Церква Святих Петра і Павла, ПЦУ (колишній Костел Святих Петра і Павла, 1727 р.);
- Церква Святої Великомучениці Варвари (1855 р., УПЦ МП);
- Палацовий комплекс Чапличів — Радзивіллів XVI-XVIII ст.;
- Заказник місцевого значення — Урочище «Павлівщина»;

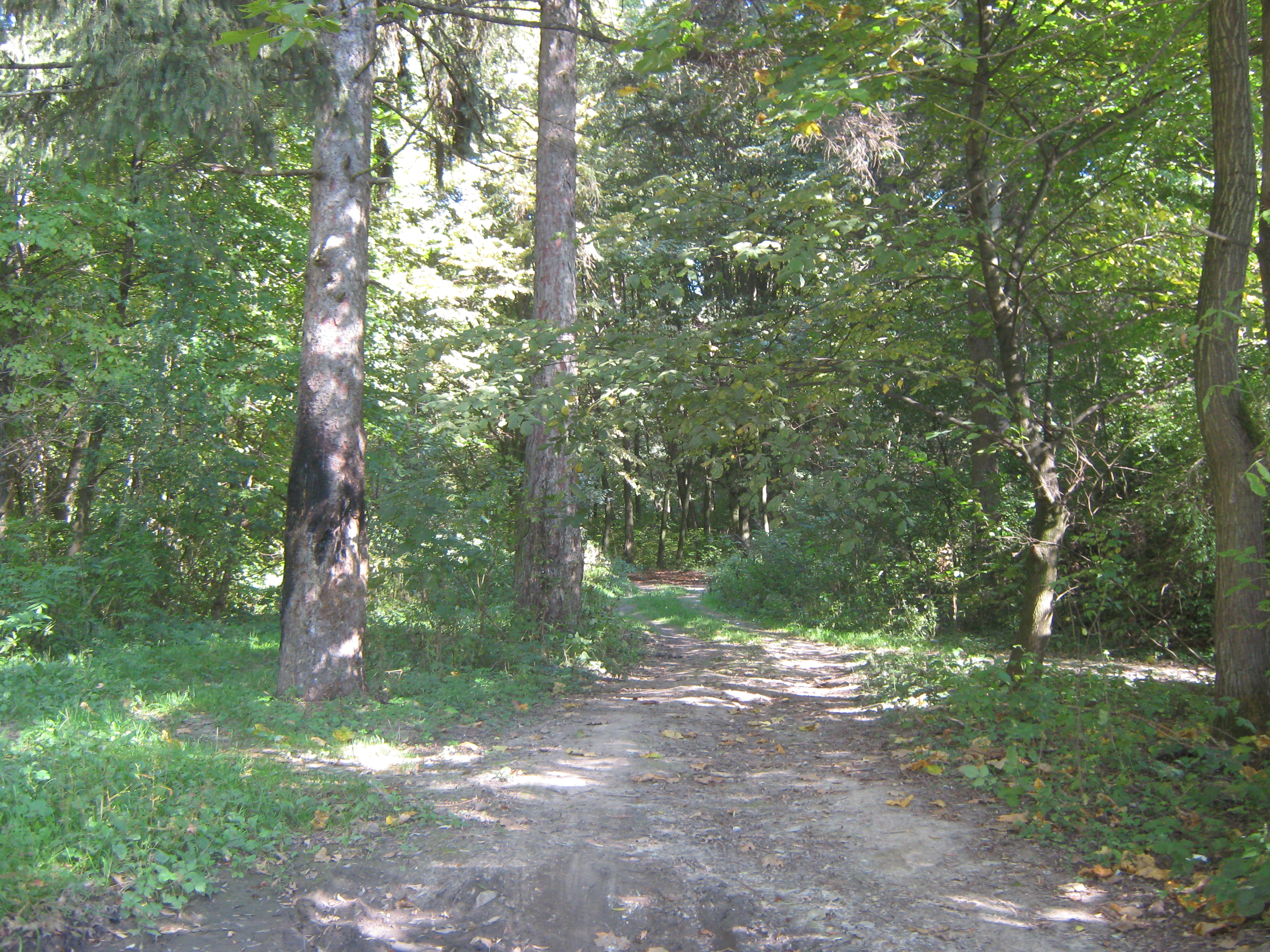

- Пам'ятник односельчанам, які загинули на фронтах Другої світової війни.

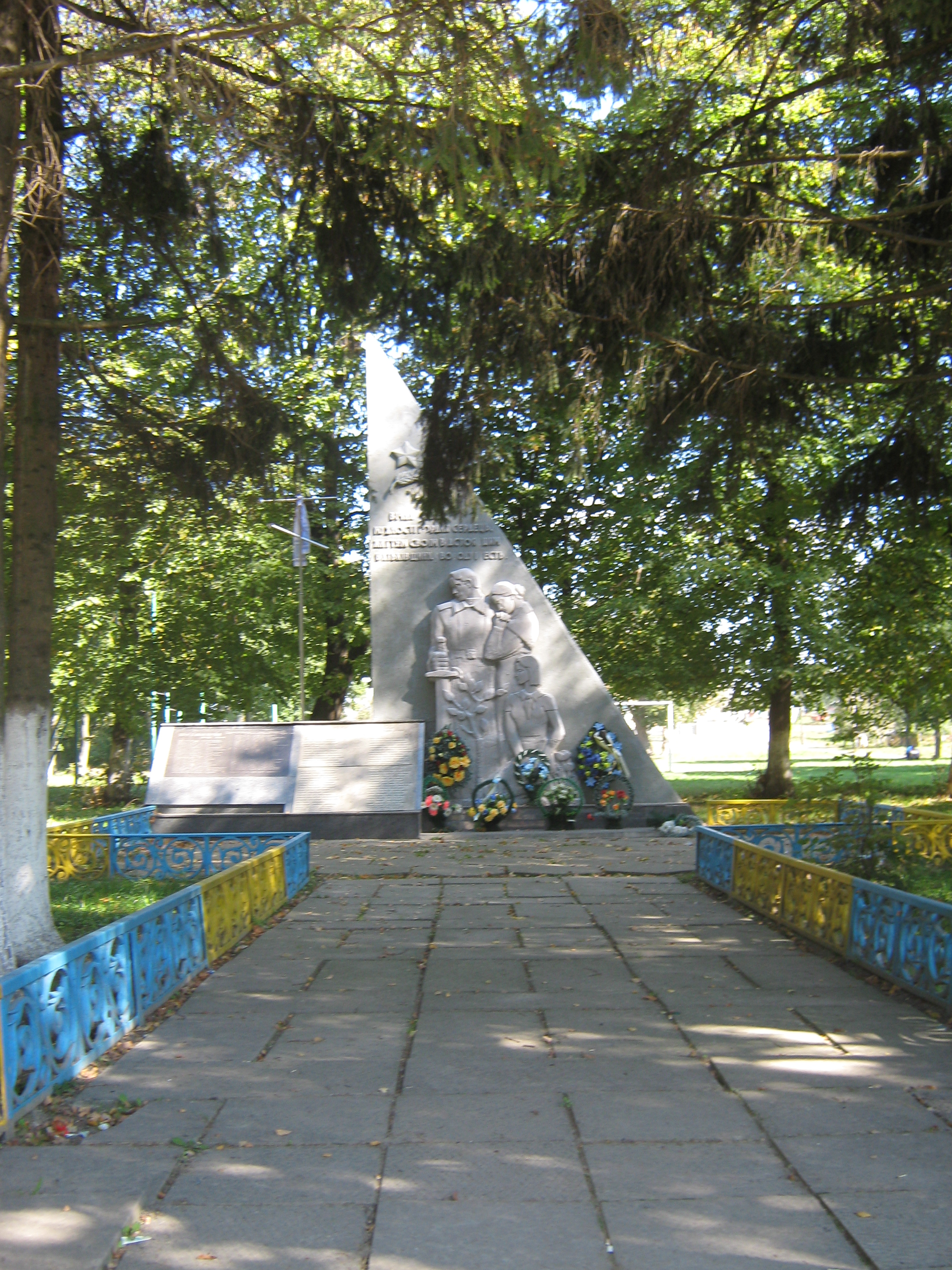

## Географія

### Фізична географія
Рельєф території населеного пункту неоднорідний. Південно-східна частина має ухил 1—2* в бік річки Усті.Ґрунтові води залягають на глибині понад 5—10 м. Північна частина села розташована на підвищеному плато на схилах крутизною від 3 до 7*. Ґрунтоутворюючими породами на території села є лісовидні суглинки. Територія села безпечна щодо затоплення поверхневими водами. Небезпечні геологічні процеси відсутні.

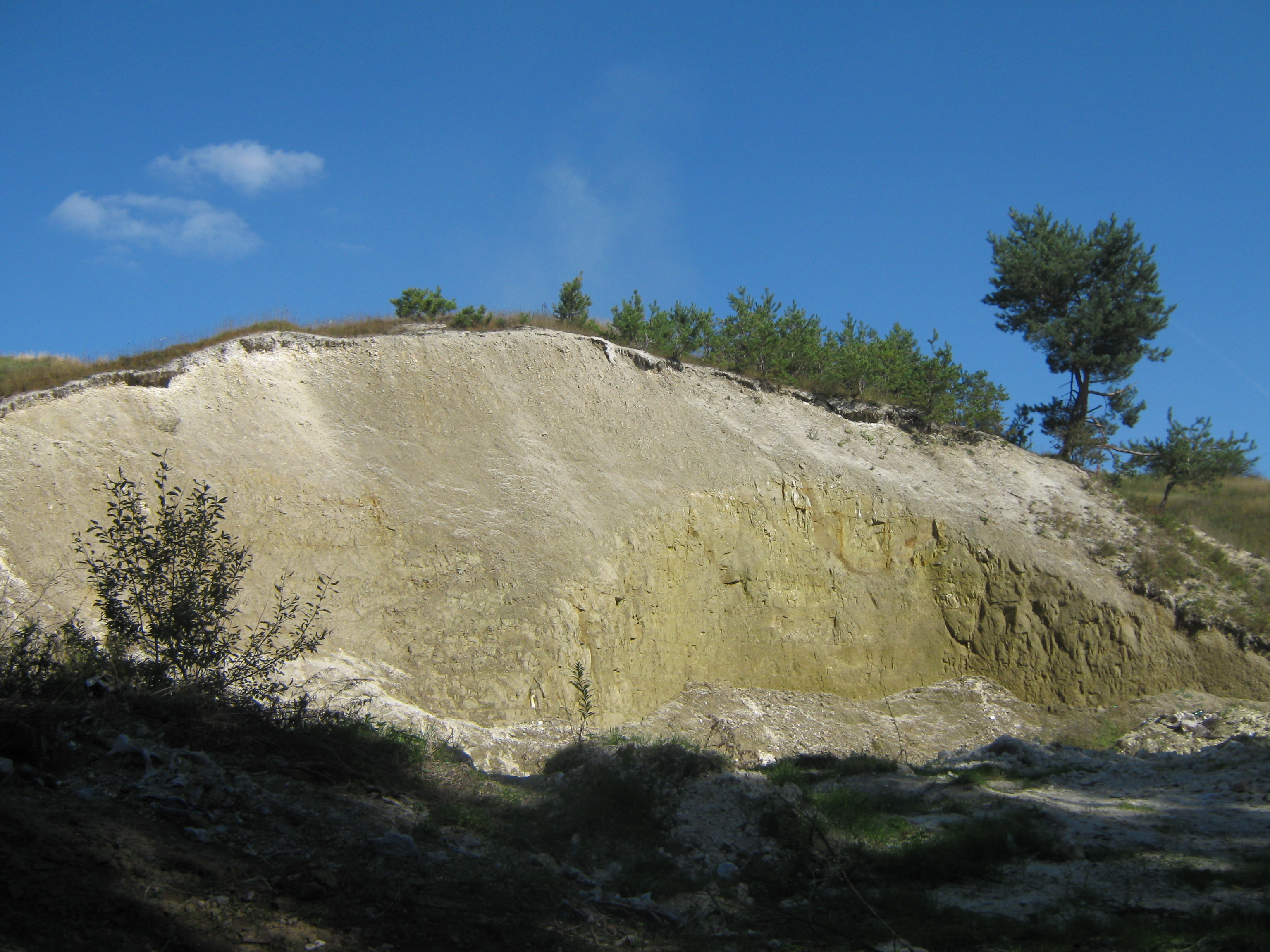

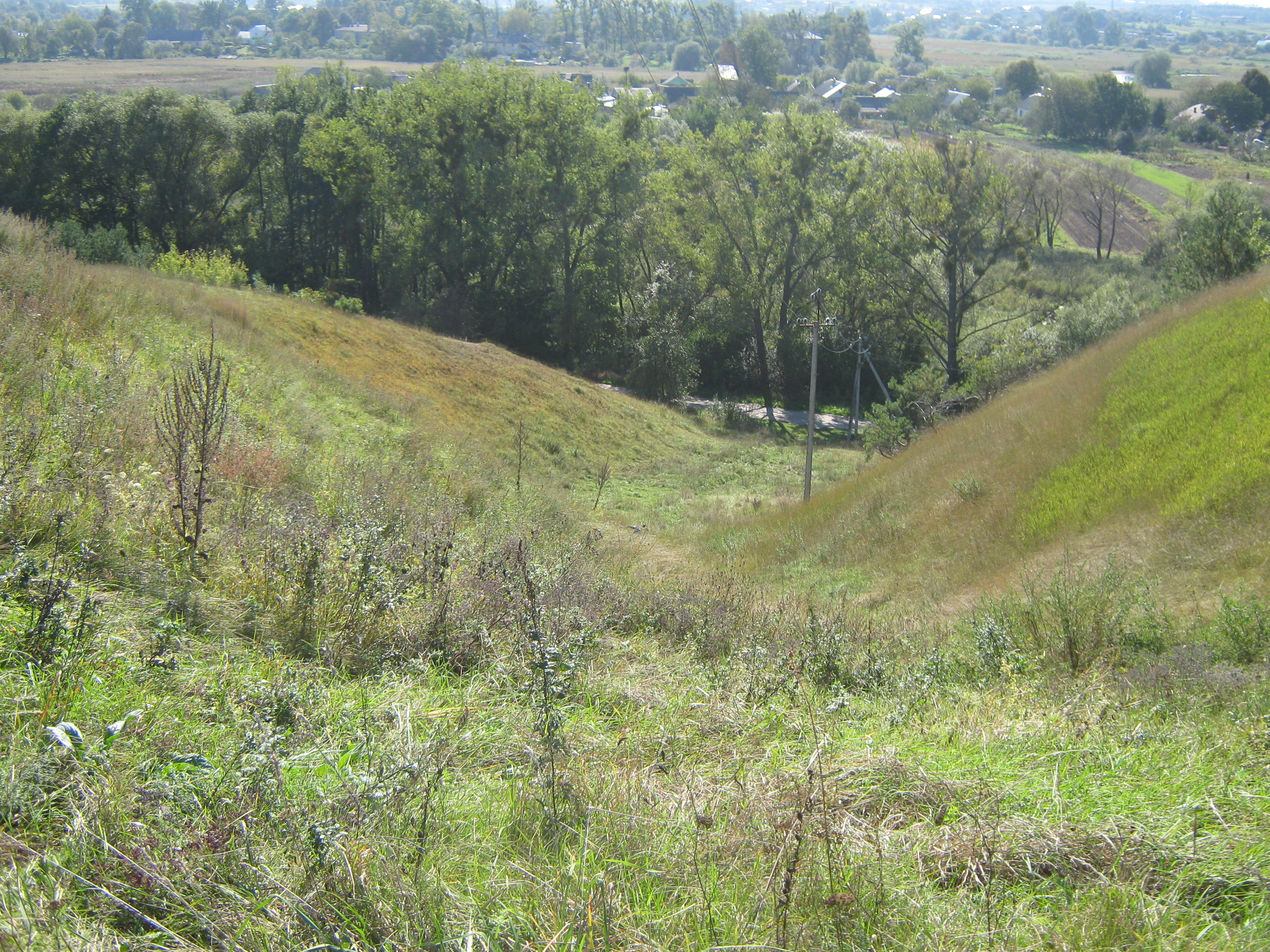

## Релігія
Культові споруди
- Церква Святих Петра і Павла (Православна Церква України);

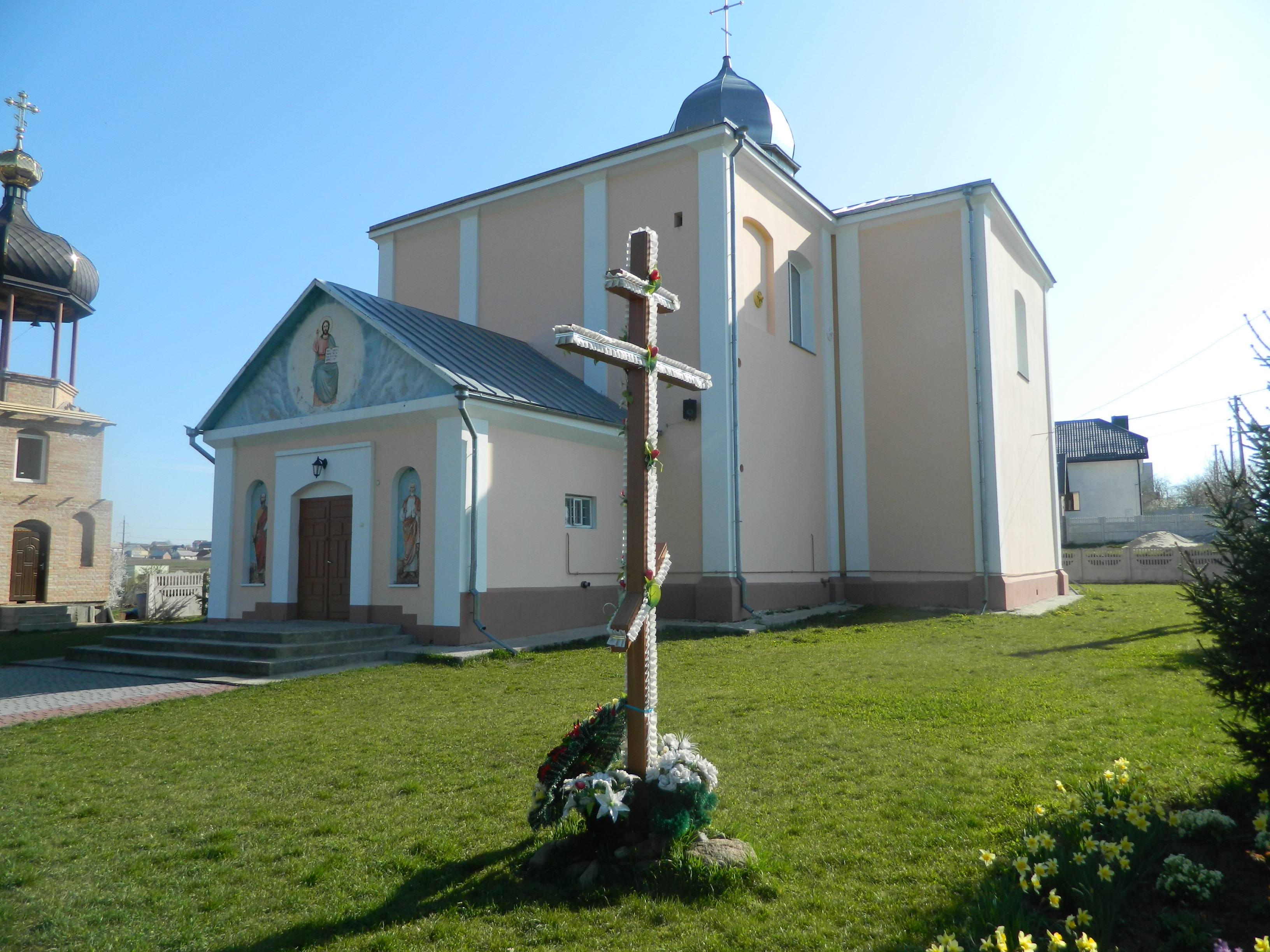

- Будинок молитви релігійної громади християн віри Євангельської;
- Будинок молитви релігійної громади Євангельських християн-баптистів;
- Церква Святої Великомучениці Варвари УПЦ МП.

## Населення
Село Шпанів є адміністративно-територіальним центром сільської ради і знаходиться на відстані 7 км від районного та обласного центру м. Рівне. Територія села складається з 783 дворів і нараховує 2727 жителів. Площа населеного пункту становить 459,30 га.

## Освіта
1 жовтня 2012 року Шпанівська загальноосвітня школа 1-Ш ст. шляхом реорганізації стала навчально-виховним комплексом «загальноосвітній навчальний заклад 1-Ш ст. — дошкільний навчальний заклад».

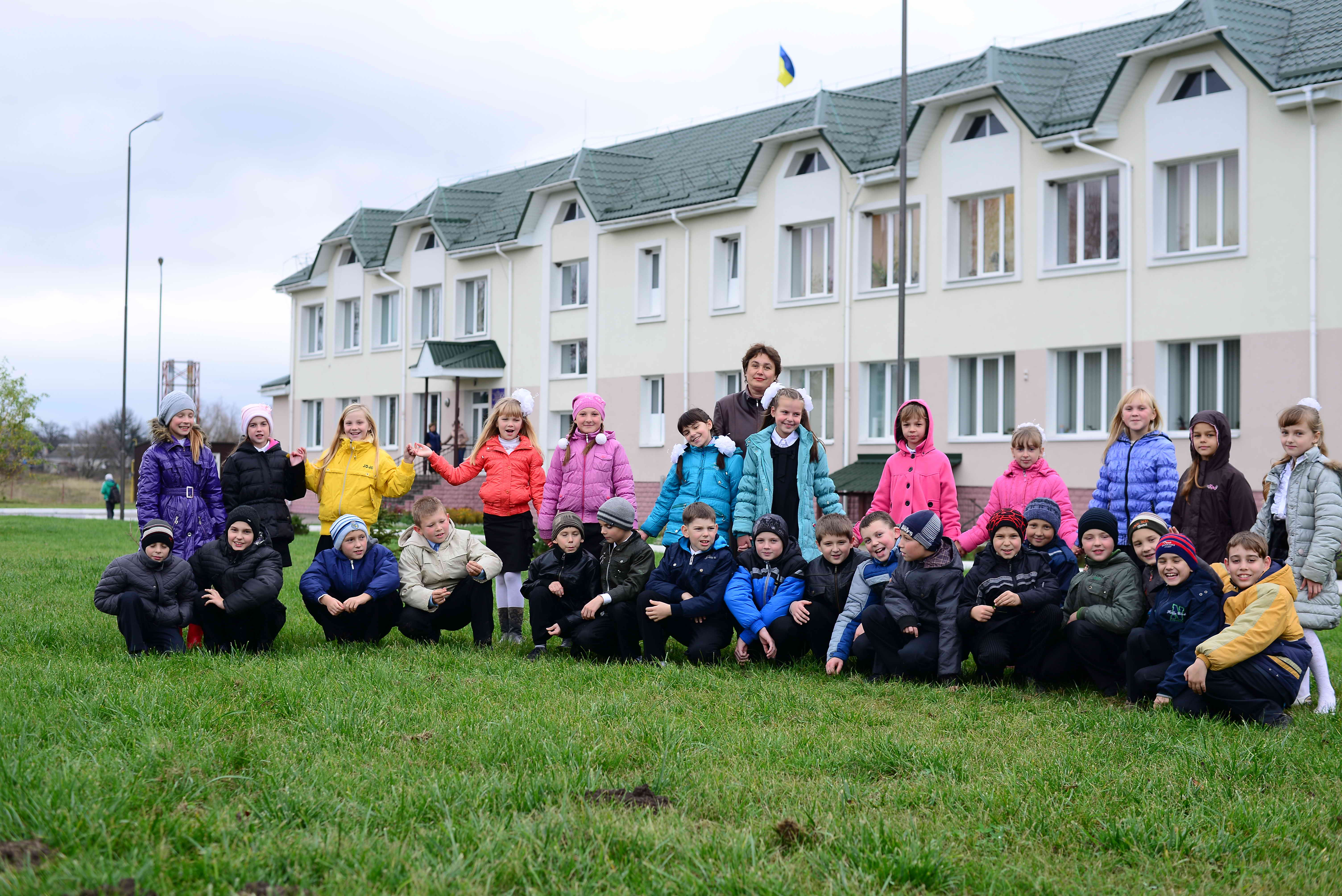

Заклад реалізує науково-методичну проблему: «Впровадження ефективних інноваційних технологій в навчально-виховний процес». У НВК працює 27 педагогів, які мають такі кваліфікаційні категорії:
- «спеціаліст вищої категорії» — 9 осіб
- «спеціаліст 1 категорії» — 5 осіб
- «спеціаліст П категорії» — 4 осіб
- «спеціаліст» — 9 осіб
- 3 вихователі дошкільного підрозділу, двоє з яких мають кваліфікаційну категорію «спеціаліст» і один — «спеціаліст П категорії».

Навчально-виховний процес у НВК здійснюють такі методичні
об'єднання:
- природничо-математичних наук;
- суспільно-гуманітарних наук;
- художньо-естетичного циклу;
- початкових класів;
- класних керівників;
- вихователів дошкільного підрозділу.

На базі НВК діє 7 гуртків на безоплатній основі:
- «Дзвінкі голоси»
- «Юні правознавці»
- «Умілі руки»
- «Палітра»
- «Ми за здоровий спосіб життя»
- «Спортивний»
- «Юні екологи»
- гурток хореографії на платній основі.

## Культура
Будинок культури був відкритий 17 грудня 1966 року. Укомплектований штатними одиницями, працюють такі гуртки: вокальний, хореографічний.
В селі Шпанів є стадіон.

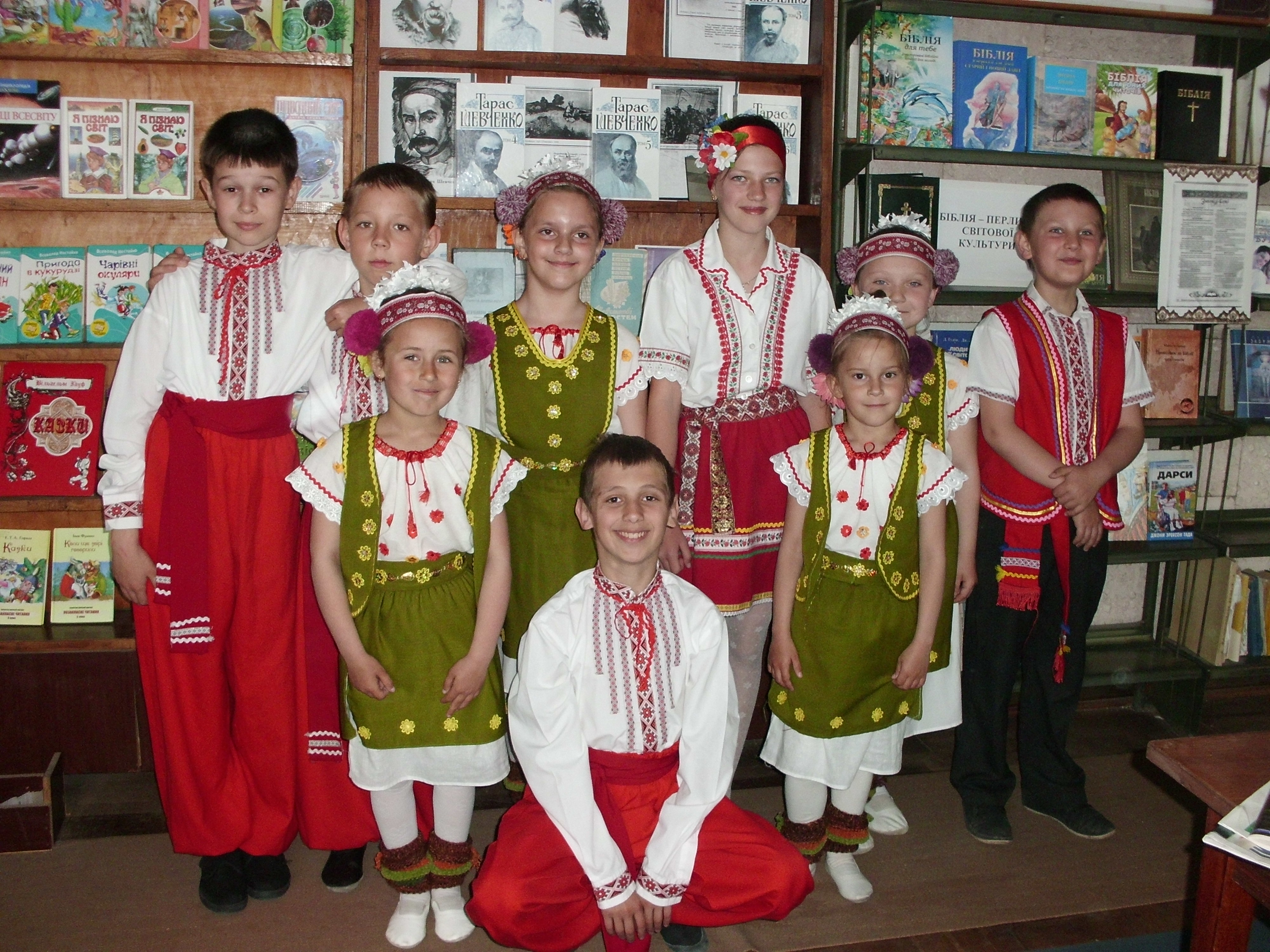

Функціонує публічно-шкільна бібліотека, фонд якої становить 11607 документів. У бібліотеці є доступ до мережі Інтернет; створена музейна експозиція «Відкрий для себе рідне село».

## Медицина
В селі діє фельдшерсько-акушерський пункт.

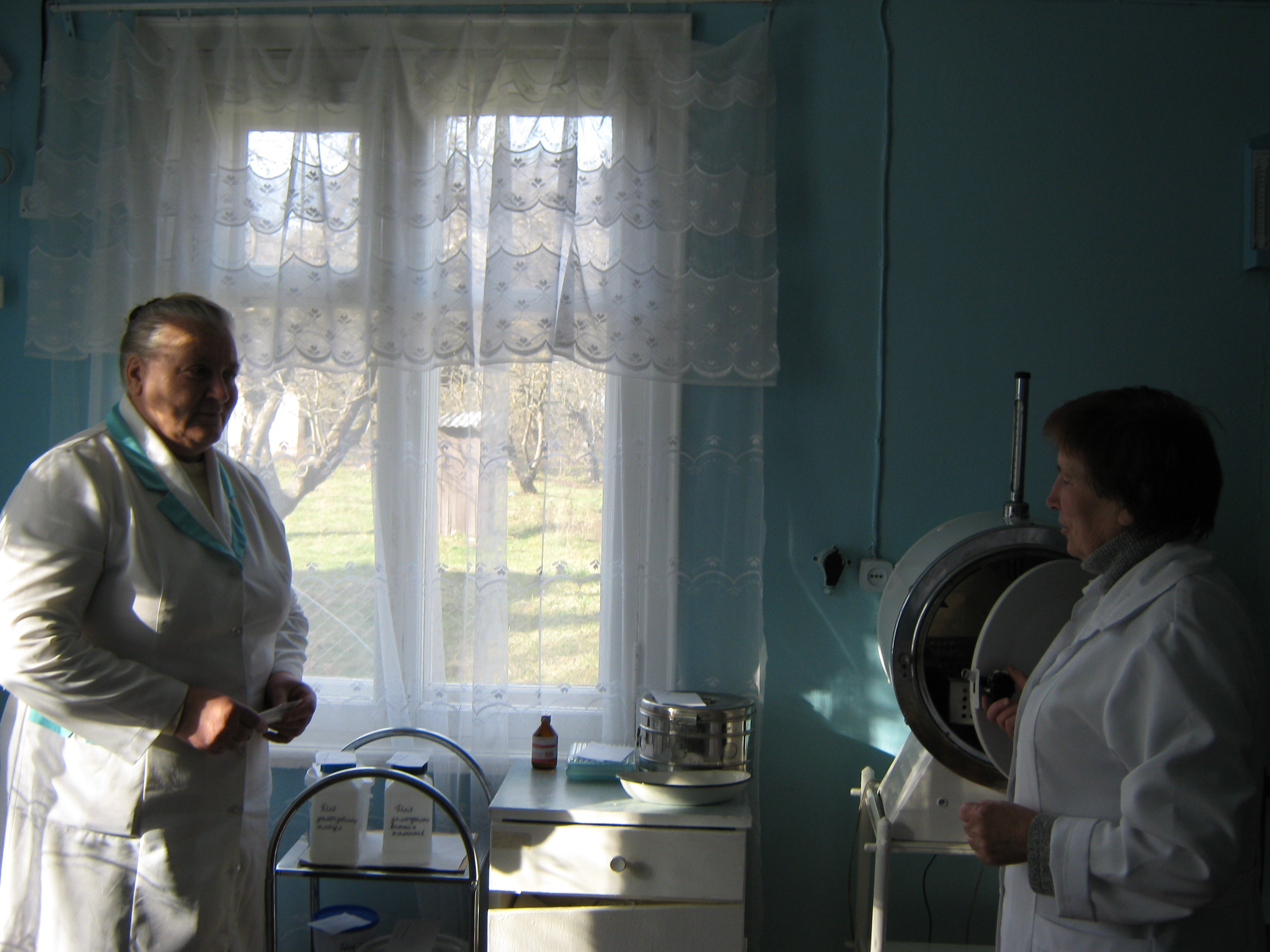

## Економіка
В Шпанові знаходиться «Шпанівський експериментальний завод харчових екстрактів» і парк — залишок колишнього шпановського палацу.